# ウェストフィールド (マサチューセッツ州)
ウェストフィールド（英: Westfield）は、アメリカ合衆国マサチューセッツ州のハンプデン郡にある都市。人口は4万0834人（2020年）。スプリングフィールド都市圏に含まれる。1660年に開拓された。

## 歴史
ウェストフィールドとなった地域には当初、ポコムタック族インディアンが住んでおり、地域をウォロノコと呼んでいた。「曲がりくねった土地」を意味すると考えられている。1639年から1640年にコネチカット植民地の開拓者が交易用の家を建てた。マサチューセッツ湾植民地が管轄権を主張し、境界測量後に支配した。1647年、マサチューセッツ湾植民地がスプリングフィールドのウォロノコ地区を作った。土地はインディアンから少しずつ買収され、1658年からスプリングフィールドのタウンミーティングでイングランド人開拓者に払い下げられた。ウォロノコ、あるいは「ストリームフィールド」の地域は1660年代に恒久的な入植が始まった。1609年、「ウェストフィールド」が独立した町として法人化された。1920年には市として再度法人化された。
その設立時から1725年までマサチューセッツ湾植民地では最西端の開拓地であり、その一部は「相当地」の中に入っていた。「相当地」とは、測量のミスによってマサチューセッツの住民が開拓していた土地が、コネチカット植民地の中に入っていたために、その代償としてコネチカットに譲渡された土地だった。1839年まで教会の集会所でタウンミーティングが開催されていたが、この年にブロード通り沿いに町役場が建てられた。この役場は1920年から1958年まで市役所として機能した。その土地は沖積層だったので、地域住民は約150年間も完全に農業への従事を続けた。
19世紀初期、レンガ、鞭、および葉巻の製造が経済的に重要なものになった。19世紀の1時点で馬車用鞭製造の著名な中心地となり、現在でも「鞭の都市」と呼ばれている。他にも自転車、紙製品、パイプオルガン、ボイラー、ラジエータ、繊維機械、研磨剤、木製品、精密機械を作る会社ができた。19世紀の間に農業町から繁栄する工業都市へ変貌を遂げたが、20世紀後半には工業基盤が国内南東部、さらには海外との賃金競争で敗れていった。
一方、土地が安いことと、東西南北の州間高速道路とのアクセスが良かったことで、市内北部はC&Sホールセール、ザ・ホーム・デポ、ロウズなど倉庫業の中心として開発された。一方、ウェストフィールド川の南はウェストフィールド州立大学の成長と衰退する工業の交差する所であり、市の性格を変化させた。市の人口の15%が学生であり、古い中心街事業地区は次第に学生を収容する所となり、商業の本流はイーストメインストリート、すなわちアメリカ国道20号線の商店街に移った。ザ・ホーム・デポやプライス・ライトの店舗が、ウェストフィールドのショッピングセンター西に最近追加された。これらの店舗はアメリカ国道20号線沿いにある。
町の中で4階建て以上は4棟しかない。1952年1月6日の大火まで、ウェストフィールド・プロフェッショナル・ビルが中心街の半分を占め、6階建ての高さだった。消防署の梯子車やスノーケル社がこのビルに届かず、ビルにはスプリンクラー設備も無かったので、ビル全体が大きな被害を受け、隣接するビルにも及んだ。その後の地区指定により、新築ビルは3階建てを超えるものを事実上禁じられた。それは消火技術が進歩し、消防車も改良された後でも同じだった。町の梯子車よりも高いビルは建築を許可されなかった。
20世紀初期、ウェストフィールドは、食料生産において厳格な標準を要求する純正食品運動の中心にあった。市民であり、雑誌「マクルア」の純正食品専門家のルイス・B・アリンが、殺される時まで市内に住んでいた。1906年、アメリカ合衆国議会は消費者保護のための1906年純正食品および薬品法を成立させた。

## 地理

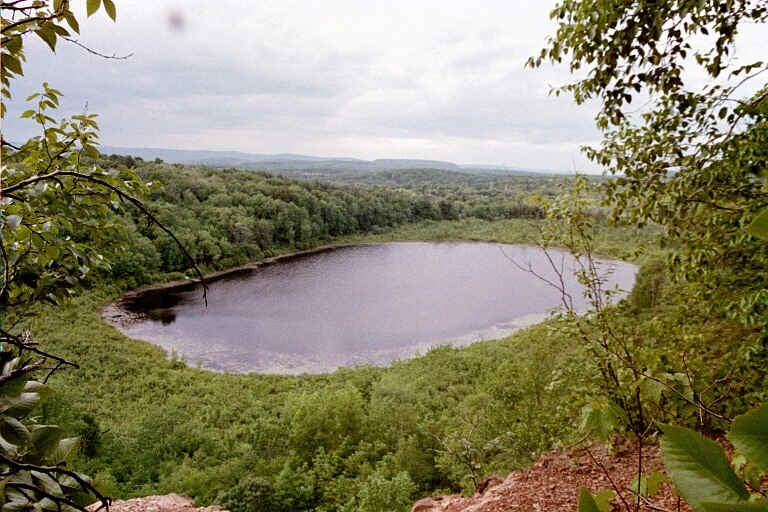
イースト山から見たスネーク池と田園部

ウェストフィールドは北緯42度7分46秒 西経72度44分46秒 / 北緯42.12944度 西経72.74611度 (42.129492, -72.745986)に位置している。北はサウサンプトン、北東はホルヨーク、東はウェストスプリングフィールド、南東はアガワム、南はサウスウィック、南西はグランビル、西はラッセル、北西はモンゴメリーの各町と接している。町はウェストフィールド川で北側と南側に分かれ、北西部はワイベンと呼ばれている。
アメリカ合衆国国勢調査局に拠れば、市域全面積は47.3平方マイル (123 km2)であり、このうち陸地46.6平方マイル (121 km2)、水域は0.7平方マイル (1.8 km2)で水域率は1.56%である。
断層作用で下がったコネチカット川バレーの西端にあり、ウェストフィールドがバークシャー丘陵から現れ、しの中心部を流れて、10マイル (16 km) ほど下流でコネチカット川に注いでいる。その大きく急峻で岩の多い上流は何度も洪水が起きた歴史があり、ウェストフィールドの隣接部を氾濫させた。ポンプ、堤、水路、上流のダムでできた複雑な仕組みがあるにも拘わらず、市内は氾濫原にあり、現在も洪水の危険性がある。
ウェストフィールドの東はイースト山とプロビン山と呼ばれる火山性トラップロックの崖に接している。これらの山はメタコメット山脈に属し、ロングアイランド湾からバーモント州との州境まで伸びるトラップロックの尾根が続いている。どちらの山も全長114マイル (182 km) のメタコメット・モナドノック・トレイルが通っており、この道はウェストフィールド川を不安全な渡し、あるいは安全な州道187号線と国道20号線の交差点にある橋で渡っている。次にくる道路の障害はマサチューセッツ・ターンパイクであり、ハイカーはその下を安全に歩くことができる。

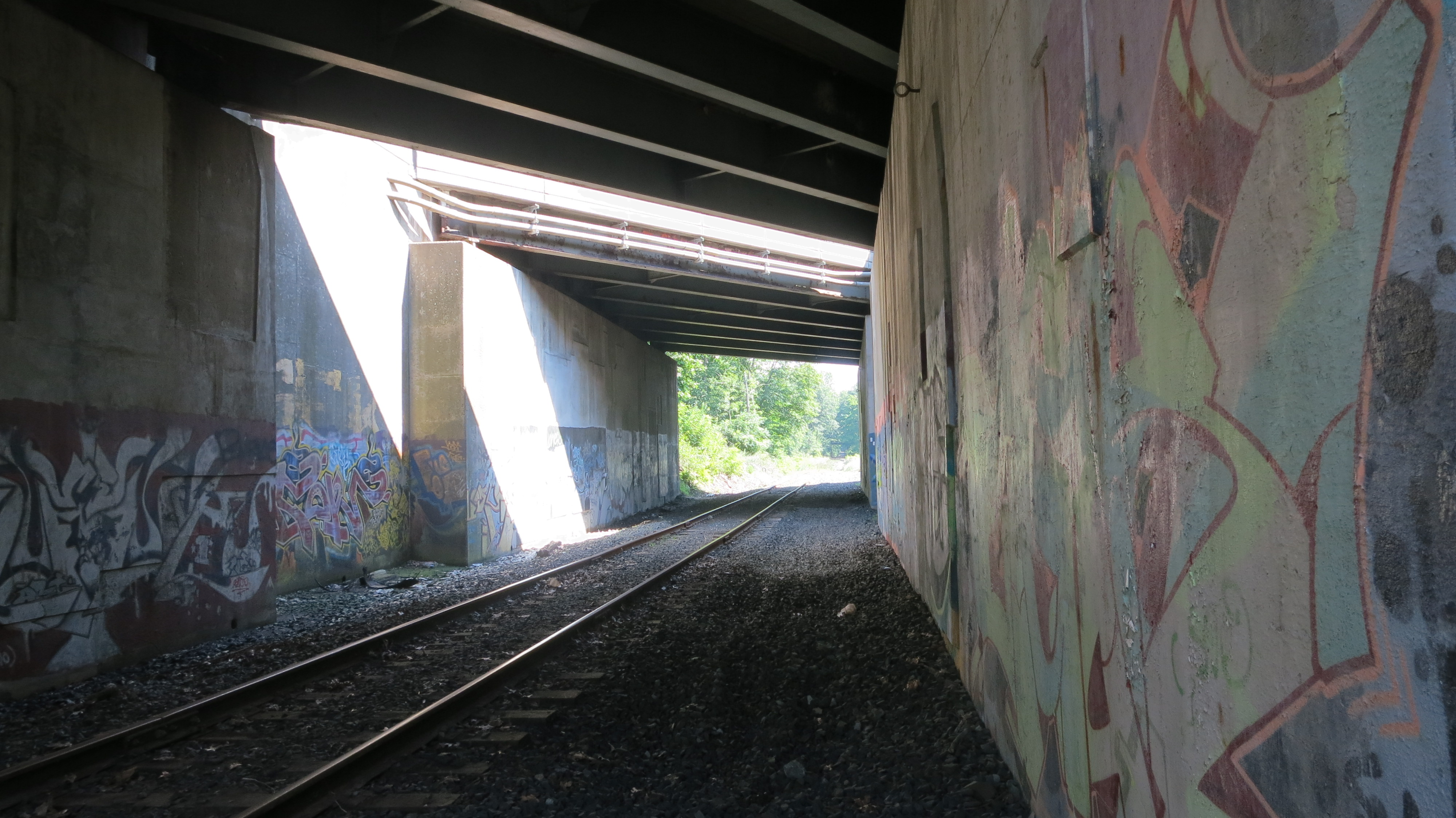
メタコメット・モナドノック・トレイルは鉄道の横を通ってマサチューセッツ・ターンパイクの下を抜ける

ウェストフィールドは国内でも人口密度の高い北東部メガロポリスの縁にあり、過去60年間に郊外居住者のための住宅開発や商業利用の開発が行われてきた。また西は西マサチューセッツのヒルタウンに接し、19世紀には西部の土地が容易に手に入ったので自足農がかなり少なくなった場所だった。幾つかの町では人口密度が1平方キロメートルあたり10人を割り、森林はほとんど開拓前の状態に戻り、野生のシチメンチョウ、クマ、コヨーテさらにはムースも、おそらく数世紀ぶりに戻って来た。21世紀の都市化された地域から数キロメートルの所で、開拓初期の人口密度に戻った状態というのは、特異とまではいかなくても注目すべき点である。

## 人口動態
以下は2010年国勢調査による人口統計データである。
| 基礎データ - 人口: 41,094 人 - 世帯数: 15,335 世帯 - 家族数: 10,041 家族 - 人口密度: 332.2人/km2（860.3 人/mi2） - 住居数: 16,075 軒 - 住居密度: 128.0軒/km2（331.5 軒/mi2） 人種別人口構成 - 白人: 92.8% - アフリカン・アメリカン: 1.6% - ネイティブ・アメリカン: 0.3% - アジア人: 1.3% - 太平洋諸島系: 0.0% - その他の人種: 2.2% - 混血: 1.8% - ヒスパニック・ラテン系: 7.5% 年齢別人口構成 - 18歳未満: 23.8% - 18-24歳: 12.6% - 25-44歳: 28.0% - 45-64歳: 21.9% - 65歳以上: 13.7% - 年齢の中央値: 36歳 - 性比（女性100人あたり男性の人口） - 総人口: 93.7 - 18歳以上: 90.8 | 世帯と家族（対世帯数） - 18歳未満の子供がいる: 31.5% - 結婚・同居している夫婦: 53.0% - 未婚・離婚・死別女性が世帯主: 10.6% - 非家族世帯: 32.3% - 単身世帯: 25.9% - 65歳以上の老人1人暮らし: 10.9% - 平均構成人数 - 世帯: 2.54人 - 家族: 3.07人 収入と家計 - 収入の中央値 - 世帯: 45,240米ドル - 家族: 55,327米ドル - 性別 - 男性: 38,316米ドル - 女性: 27,459米ドル - 人口1人あたり収入: 20,600米ドル - 貧困線以下 - 対人口: 11.3% - 対家族数: 6.9% - 18歳未満: 16.2% - 65歳以上: 9.5% |

## 市政府と政治
ウェストフィールドは市長・市政委員会方式の政府形態を採っており、市長と委員は2年毎に改選されている。市長は市の様々なサービスについて責任があり、また教育委員会の議長も務めている。市政委員会は毎月第1および第3木曜日の7時半に市役所で会合を開いている。委員は6つの小選挙区から各1人と、市全体から7人、合計13人で構成されている。

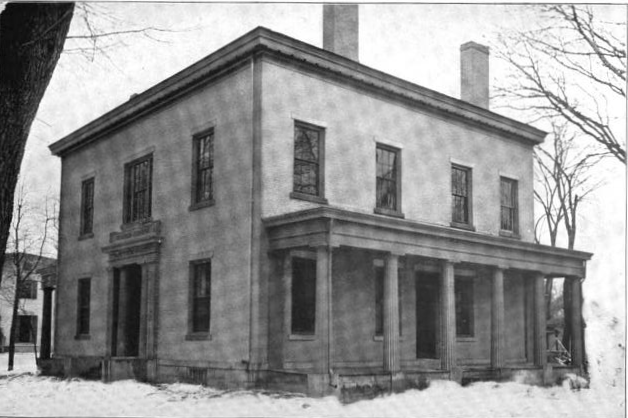
ウェストフィールド公共図書館、1899年建設

| 民主党 | 6,834  | 29.3% |
| 共和党 | 4,452  | 19.1% |
| 無党派 | 11,898 | 51.5% |
| 少数党 | 31     | 0.1%  |
| 合計   | 23,348 | 100%  |

## 芸術と文化

### 見どころ
- アメリア公園アイスリンクと記念庭園
- スタンレー公園
- メタコメット・モナドノック・トレイル
- イースト山
- アメリカ合衆国フィップ・カンパニー複合施設
- コロンビア・グリーンウェイ・レイルトレイル[10]

## 教育
ウェストフィールドの公共教育体系は、就学前学校2校、小学校7校、中学校2校、高校2校で構成されている。
私立学校は宗教系の小学校や高校など3校がある。
高等教育機関としてはウェストフィールド州立大学がある。

### 図書館
ウェストフィールド・アセネウムは1860年代に開設された。2008年会計年度で、市は公共図書館のために市予算の0.87%（811,000米ドル）を遣った。

## メディア
- ウェストフィールド・ニューズ・グループLLC、「ウェストフィールド・ニューズ」、「ペニーセイバー」、「ロングメドウ・ニューズ」、「エンフィールド・プレス」を発行している(Official website)
- プレドベストニーク、ロシア語新聞(Official website)

## 交通

### 主要高規格道路
マサチューセッツ・ターンパイク（州間高速道路90号線）がウェストフィールドの中央事業地区北を東西に抜けている。この道路は東のボストン市と西のニューヨーク州オールバニ、バッファロー、オハイオ州クリーブランド、イリノイ州シカゴを結んでおり、アメリカ合衆国中西部の北部、ワイオミング州、モンタナ州、アイダホ州を抜けてワシントン州スポケーンとシアトルに至る。ウェストフィールドの東約3マイル (5 km) で、90号線は州間高速道路91号線と交差する。91号線は概してコネチカット川を辿って南のスプリングフィールド、コネチカット州ハートフォード、ニューヘイブンに向かう。また北はカナダのケベック市に至る。
市内南北方向の幹線道はアメリカ国道202号線・マサチューセッツ州道10号線の合流線である。その北部は国道202号線がホルヨークに、州道10号線がサウサンプトンに向かう。
州間高速道路90号線から分かれて市内を東西に通るのが国道20号線であり、州道187号線は市内から東のスプリングフィールドに伸びている。

#### グレート川橋プロジェクト

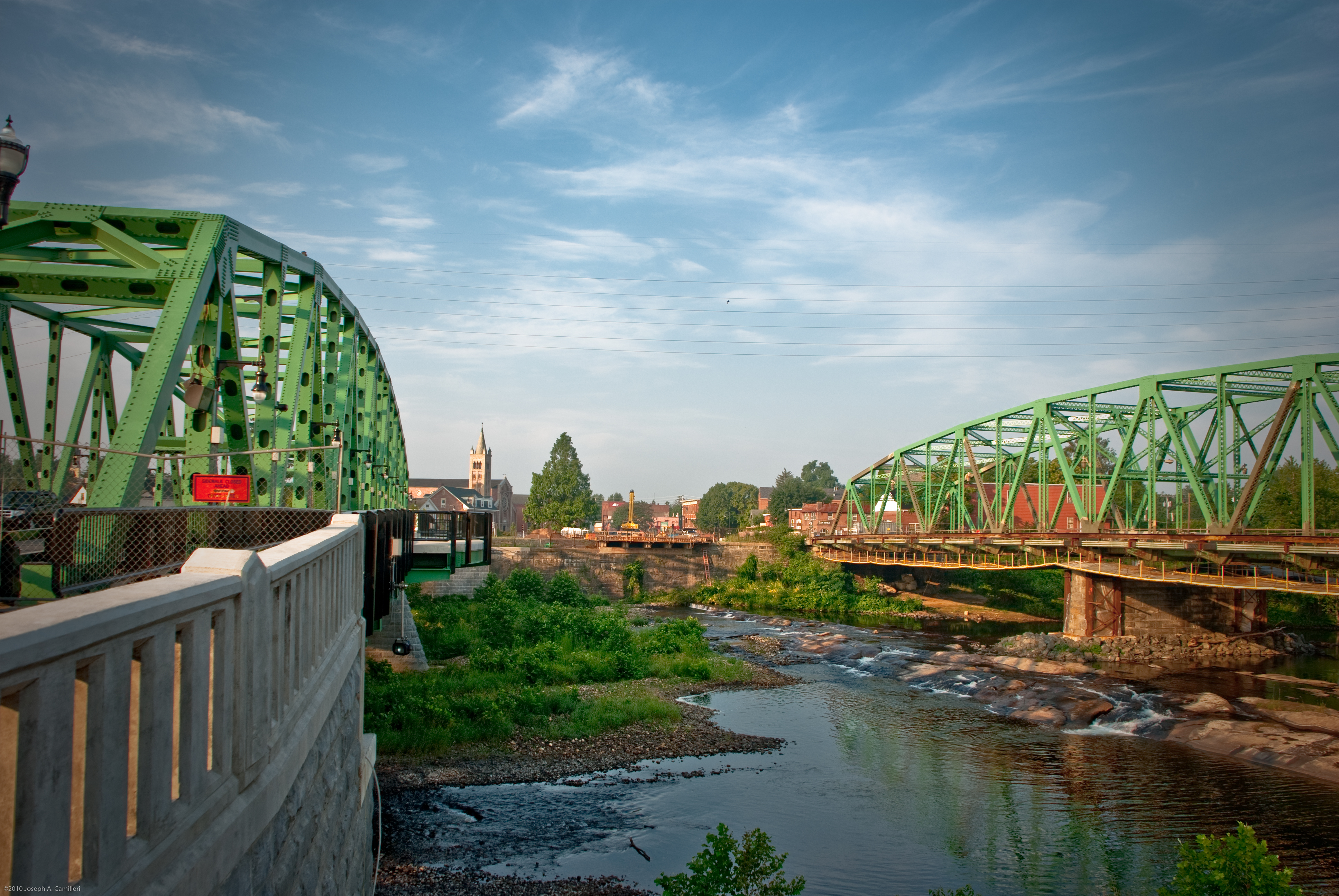
グレート川橋プロジェクト、建設中の2010年7月撮影

南北に抜ける交通で問題なのがウェストフィールド川に架かるグレート川橋、通称グリーン橋である。これは3車線のトラス橋である。2007年8月時点で、その東側（下流）に第2の橋を架ける計画があった。新橋も同様なトラス橋となり、2径間、全長は368フィート (112.2 m) である。新橋が完成した後は、現行の橋を改修する予定である。その後は各橋が一方通行となる。このプロジェクトを始めるために、ノースエルム通りのブレスト・サクラメント教会が解体された。この教会は2009年10月にホルヨーク道路沿いに再建された。2009年8月18日に新橋が開通し、旧橋は改修のために閉鎖された。旧橋は2011年7月に開通し、一方通行が始まった。

### 鉄道
ウェストフィールドは、東西方向のボストン・アンド・オールバニ鉄道と、南北方向のニューヨーク・ニューヘイブン・アンド・ハートフォード鉄道支線が交差する所にある。現在は旅客列車が無く、パイオニア・バレー鉄道とCSXトランスポーテーションが貨物鉄道を運行している。近くのターミナルでは、地元および遠隔地に向けた貨物輸送のために35以上の会社が競合している。

### バス
パイオニア・バレー交通局がスプリングフィールドとホルヨークに向けた2路線を運行している。スプリングフィールドでは各地へのバスと鉄道の利用が可能である。

### 空港
- バーンズ市民空港、チャーター便を利用可能
- ブラッドレー国際空港、コネチカット州ウィンザーロックス、車で40分間の距離にあり、国内旅客便の利用が可能
- オールバニ国際空港、ブラッドレーの代替手段、州間高速道路を使って西に車で約90分

## 著名な出身者
- ギルバート・クリフォード・ノーブル（1860年-1936年）、バーンズ・アンド・ノーブル書店チェーンの創設者
- フレデリック・ジェフスキー、作曲家
- キルスウィッチ・エンゲイジ、メタルコア・バンド